# Charles Cavendish (politik)
Charles Cavendish, britanski plemič, politik in znanstvenik, * 17. marec 1704, † 28. april 1783.
Cavendish je bil član Parlamenta Velike Britanije in podpredsednik Kraljeve družbe.